# Пропаргиловый спирт
Пропаргиловый спирт (2-пропин-1-ол, ацетиленкарбинол) — органическое вещество, относящееся к классу непредельных (ненасыщенных) спиртов.

## Свойства
Бесцветная жидкость со слабым запахом герани. 
Растворяется во многих органических растворителях и воде, не растворяется в алифатических углеводородах; образует азеотропные смеси с водой (т. кип. 97 °C, 20,2% по массе пропаргилового спирта), с бензолом (т. кип. 78 °C, 12,8% по массе пропаргилового спирта). Динамическая вязкость: 1,68 mPa*s (20 °C)

## Применение
Применяют для получения аллилового спирта, в качестве протравы для гальванических покрытий поверхностей металлов, ингибитора коррозии, как растворитель полиамидов, ацетатов целлюлозы и других полимеров.

## Токсикология и безопасность
Температура воспламенения 31 °C
Токсичен, раздражает кожу, слизистые оболочки, сильный лакриматор, ПДК 1 мг/м³
А по данным ПДКрз = 2 мг/м3 (3 класс опасности).
Класс опасности 6.1.  UN-номер 2927